# Радівці
Радівці́ (Редеуць, рум. Rădăuți) — місто на півдні Буковини над р. Теплиця у Сучавському повіті Румунії.

## Географія
Радівці розташоване на відстані 37 км від муніципалітету Сучава, центру повіту. Відстань до інших найближчих міст така: 8 км до Мілішеуці, 19 км до Серету, 23 км до Вікову-де-Сус, 50 км до Дорогой. Радівці знаходиться на відстані 475 км від міста Бухарест. В адміністративній частині муніципалітету Радівці, меншою мірою у сільській зоні, переважають ґрунти багаті гумусом, родючі, придатні для ведення сільськогосподарської діяльності.

### Клімат
Клімат помірно-континентальний з балтійським впливом. На території муніципалітету Радівці́ відчувається скандинавсько-балтійський кліматичний вплив з циркуляцією полярних повітряних мас у холодну пору року. Середньорічна температура коливається від 6 °C до 8 °C, з максимальною температурою 32 °C у липні та мінімальною температурою -25 °C у січні.

## Історія

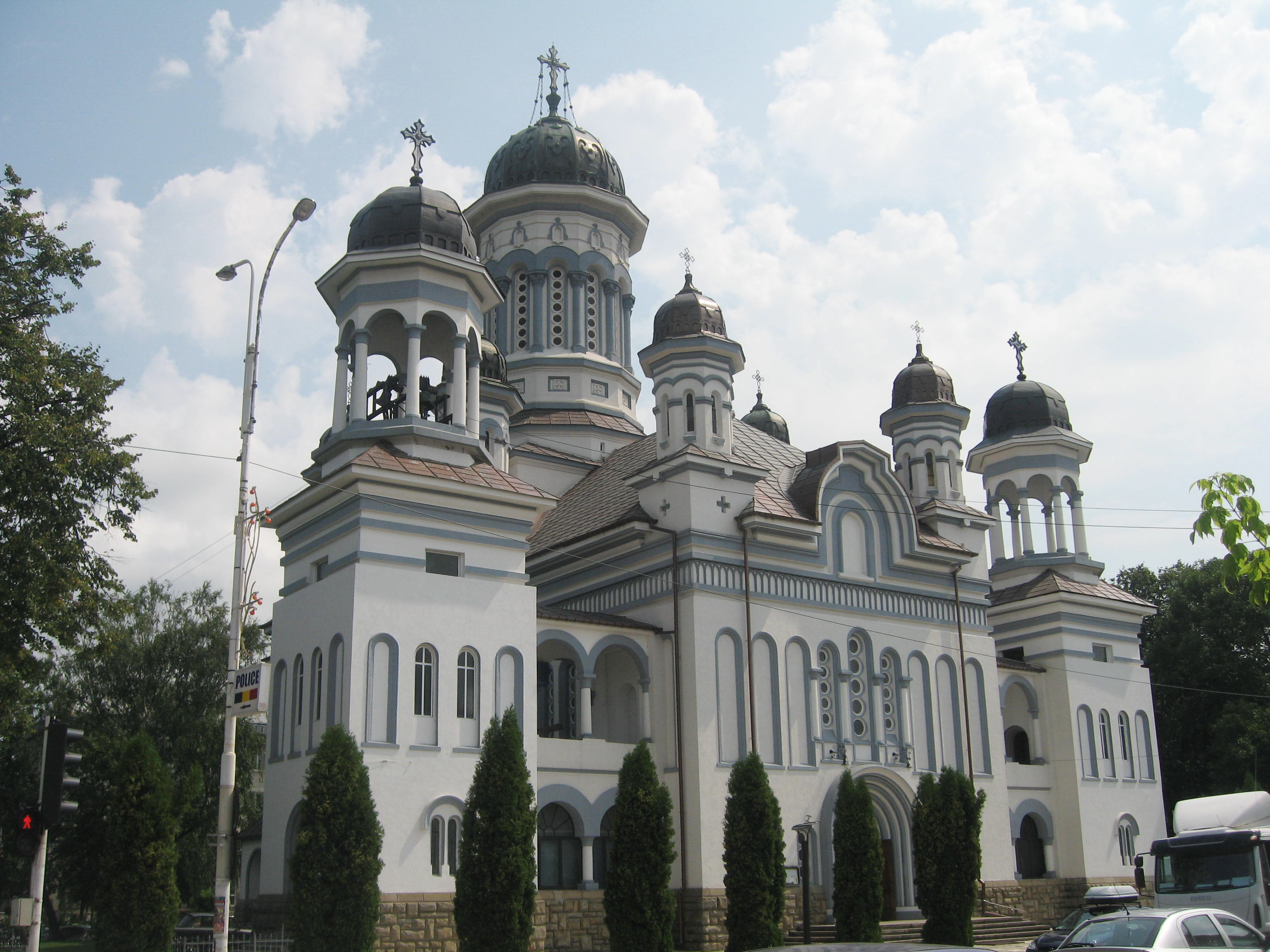
Румунський православний собор

Радівці — одне з найстаріших міст Буковини, відоме з XIV ст. Перша писемна згадка, що стосується міста, припадає на 1393 рік, час правління Романа І. Проте ще у ХІІ — XIV ст. навколишні території входили до складу Галицько-Волинської держави. Русини тут жили здавна, ще до приходу волохів (молдован). За молдовськими історичними джерелами, ця місцевість належала русину Радомиру. Як похідне від його імені, місто стало називатися Радівці, в пізнішій румунській вимові Редеуць (Rădăuți). Вплив русинів підтверджується й тим, що на могилах перших молдовських князів у монастирі Богдана в Радівцях всі написи зроблені староруською мовою.

Під час правління Александру І чел Бун, з 1401 року Радівці стають центром Радівецької православної єпархії, і перебувають в цьому статусі до 1782 року. Богослужбовою та діловою мовою єпархії була церковнослов'янська. 1514-го року Радівці разом з усім Молдовським князівством потрапили у васальну залежність від Османської імперії і зобов'язувалися платити щорічну данину султанові. Тільки з перенесенням кафедри молдовських митрополитів до Ясс почали впроваджувати церковнорумунську мову. Розпочалася тотальна румунізація православної церкви, яку проводили, призначені Османською імперією, фанаріоти.

Оскільки містечко не було центром торгівлі чи ремесел, на 1774 рік в ньому нараховується лише 140 будинків, в яких мешкало 132 сім'ї.

Розвиток міста активізується з 1775 року, коли Радівці стали повітовим центром Дистрикту Буковина Габсбурзької монархії (Австрії).

Під час Першої світової війни місто декілька раз окуповане воюючими сторонами, що призвело до його руйнування в значній мірі. Деякий час місто було розділене між двома громадами, румунською та німецькою, з двома окремими адміністраціями.
У 60-х і 70-х роках місті відбулася посилена урбанізація, шляхом будівництва спальних районів.
15 грудня 1994 року в будівлі міської ради місто Радівці було проголошено муніципалітетом.

## Український слід

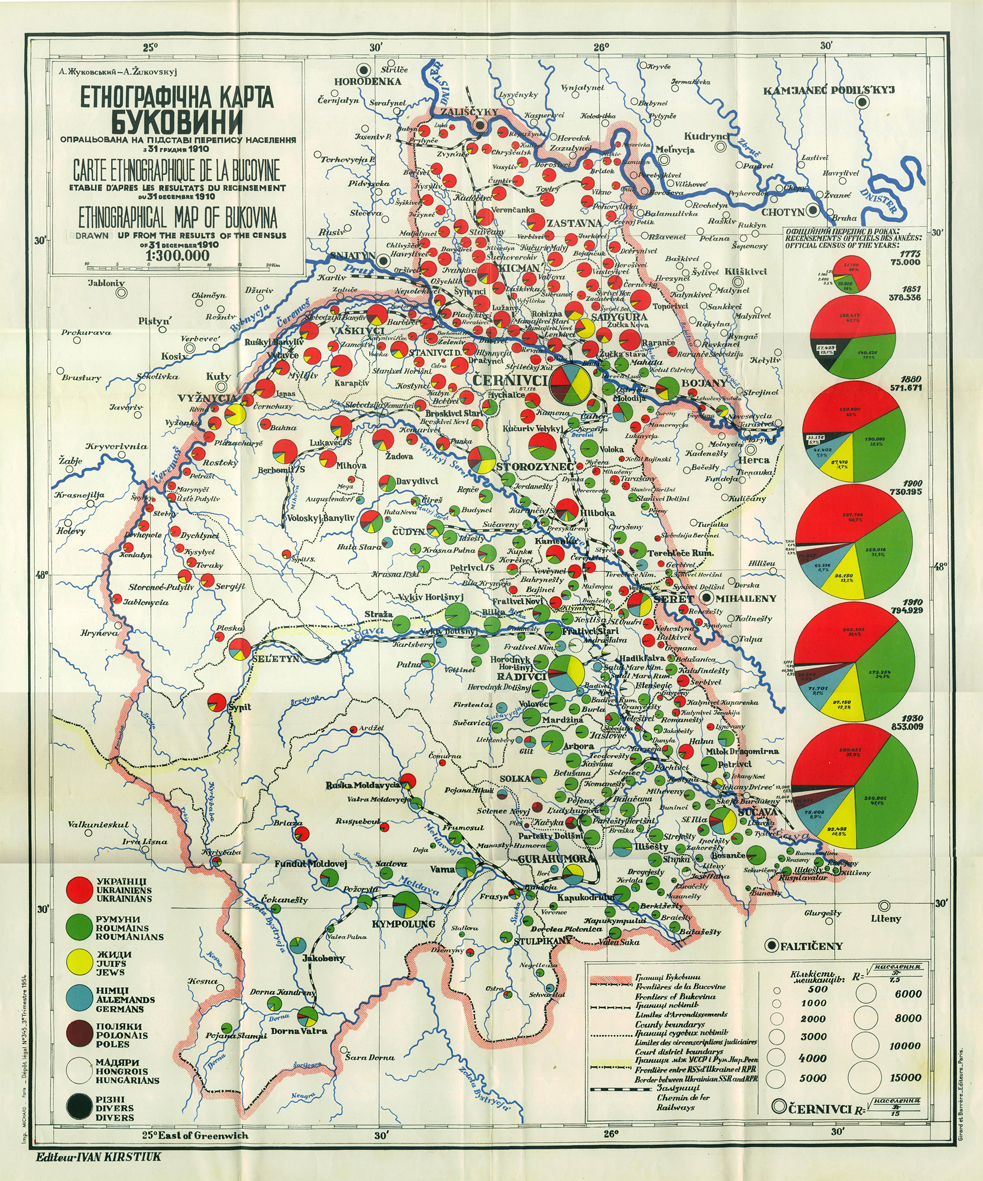
Етнографічна карта Буковини за даними перепису 1910 року

Населення Молдовського князівства кінця XIV—XVI століть переважно складали волохи та русини. Якщо загалом у державі рутенів було близько 30 %, то в межах Верхньої Молдови, куди входили і Радівці, вони становили більшість — близько 60 %. Наприкінці XVI століття князівство було перетворено на звичайну провінцію Османської імперії. Тоді ж розпочалось активне оволощення буковинських земель, яке особливо посилилось після перенесення 1564 року столиці князівства з Сучави до Ясс.
Західна частина колишнього Радівецького повіту належить до української національної території; тут жило 1930 р. понад 26 000 українців (16 % населення всього повіту). У місті Радівці у 1880 році мешкав 441 українець.

Нині в Радівцях розміщений центр Вікаріату греко-католиків українців в Румунії. Радівці входять до Буковинського деканату, який об'єднує 11 парафій. Радівецька міська парафія існує принаймні з 1885 року. В місті в 1935 році збудована українська греко-католицька церква Непорочного Зачаття. Після 1948 року церкву перевели на православ'я і, лише після революції 1989 року, греко-католики відновили діяльність вікаріату. Велика частина богослужінь відбувається українською мовою.

## Населення
Відповідно до перепису населення, проведеного в 2021 році, населення муніципалітету Радівці становить 24 292 жителя, збільшившись порівняно з попереднім переписом 2011 року, коли було зареєстровано 23 822 жителя. Більшість жителів складають румуни (79,33%). З релігійної точки зору, більшість жителів є православними (66,21%), п'ятидесятників (9,37%), римо-католиків (1,86%).
За переписом 1900 року в місті було 2345 будинків, проживали 14403 мешканці: 494 українці, 3876 румунів, 4628 німців, 4894 євреї, 284 поляки, 12 угорців та 45 осіб інших національностей.
У Радівці було велике єврейське населення, 1880 році тут проживало 11 162 євреїв, що становило 30,9% населення міста.

## Пам'ятки, об'єкти туризму

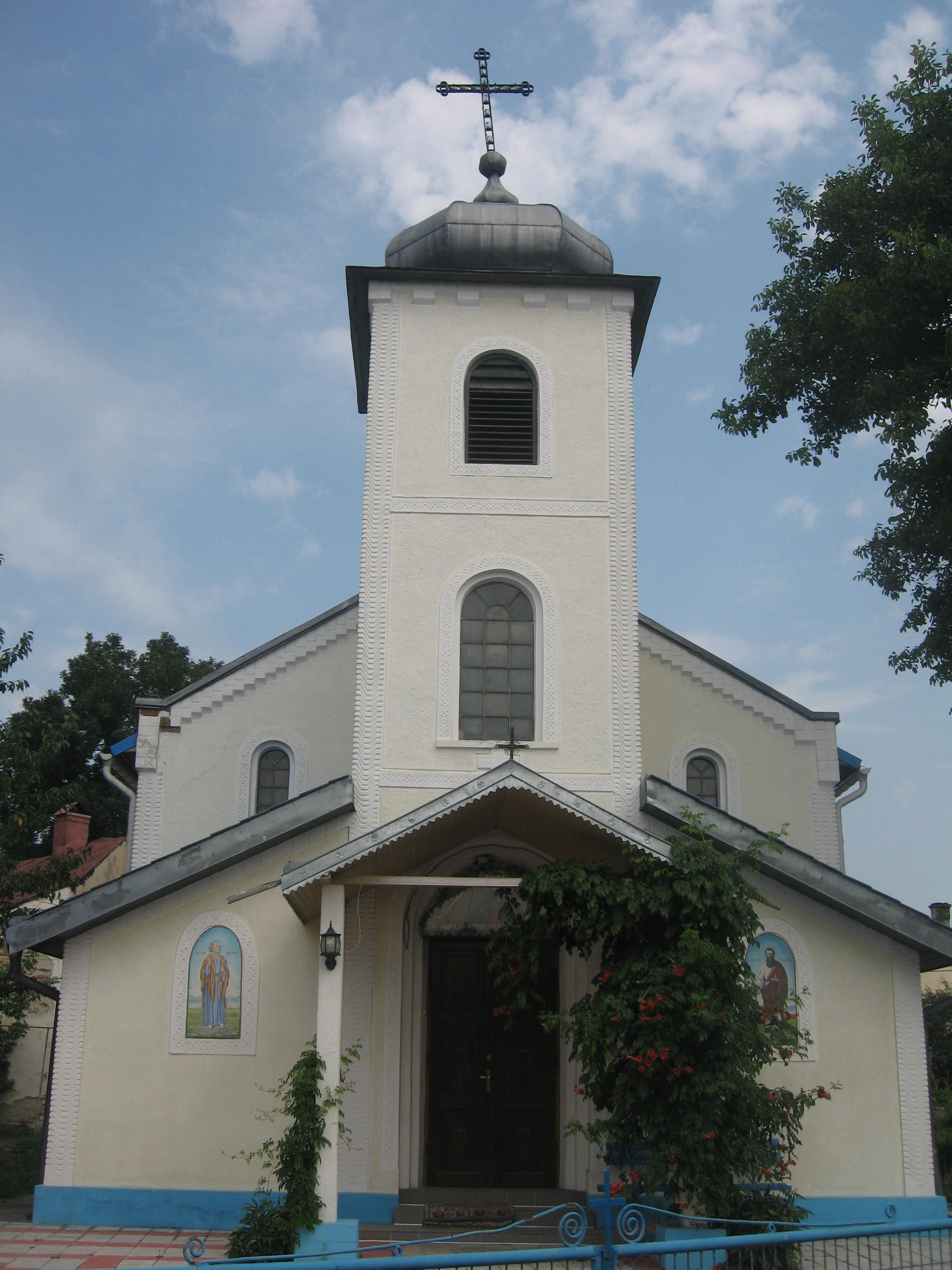
Українська греко-католицька церква Непорочного Зачаття в Радівцях.

- Монастир Богдана з похованнями князів Молдови (XIV—XVIII cт).
- Собор П'ятидесятниці (ХХ ст).
- Синагога (ХІХ ст).
- Українська церква Непорочного Зачаття (ХХ ст).
- Гончарна майстерня Колібаби.
- Традиційний п'ятничний базар в Радівцях.

## Міста-побратими
Муніципалітет має побратимами такі міста:
- Понто-Комбо (Франція)
- Байльштайн (Німеччина)
- Рагуза (Італія)
- Бричани (Республіка Молдова)
- Дрокія (Республіка Молдова)
- Гливиці (Польща)
- Кіренія (Кіпр)

## Відомі люди

### Народились
- Козарищук Данило Михайлович (пом. 1900) — український буковинський і австро-угорський журналіст, редактор-видавець клерикального журналу «Наука» (виходив у Відні), що орієнтувався на російське православ'я.
- Лаврентій (Радівецький) — єпископ Радівецький.
- Окуневський Ярослав — військовий лікар, український громадський і військовий діяч, письменник, дійсний член НТШ, адмірал флоту Австро-Угорської імперії.
- Семака-Нижанківська Меланія — українська письменниця й журналістка.
- Костянтин Слюсарчук — полковник Української Галицької Армії
- Штефан Русу (1956) — борець греко-римського стилю, дворазовий чемпіон, срібний та бронзовий призер чемпіонатів світу, п'ятиразовий чемпіон, дворазовий срібний та бронзовий призер чемпіонатів Європи, чемпіон, срібний та бронзовий призер Олімпійських ігор.

Єпископом Радівецьким був рідний брат Єремії Могили Юрій.

## Світлини

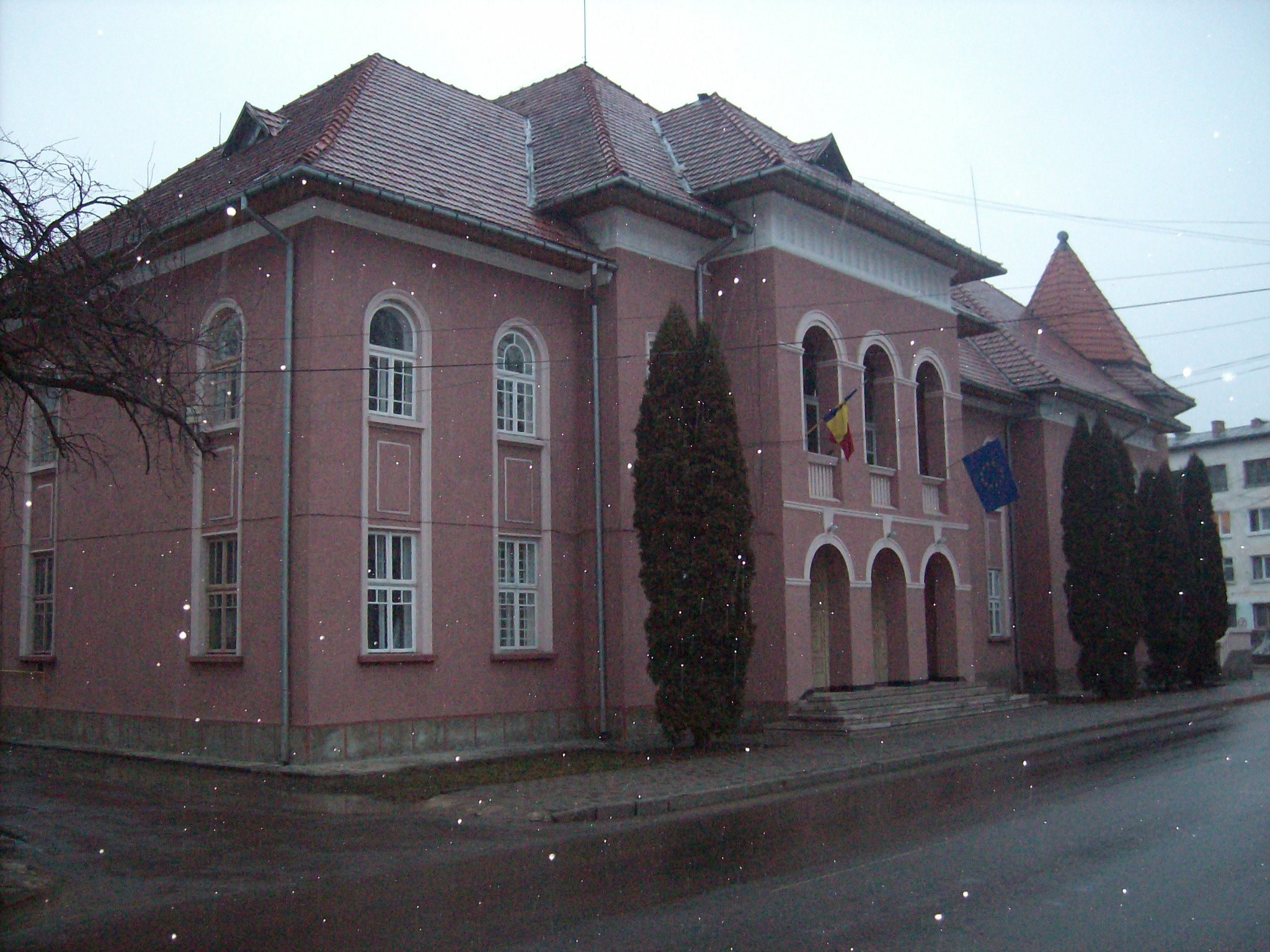
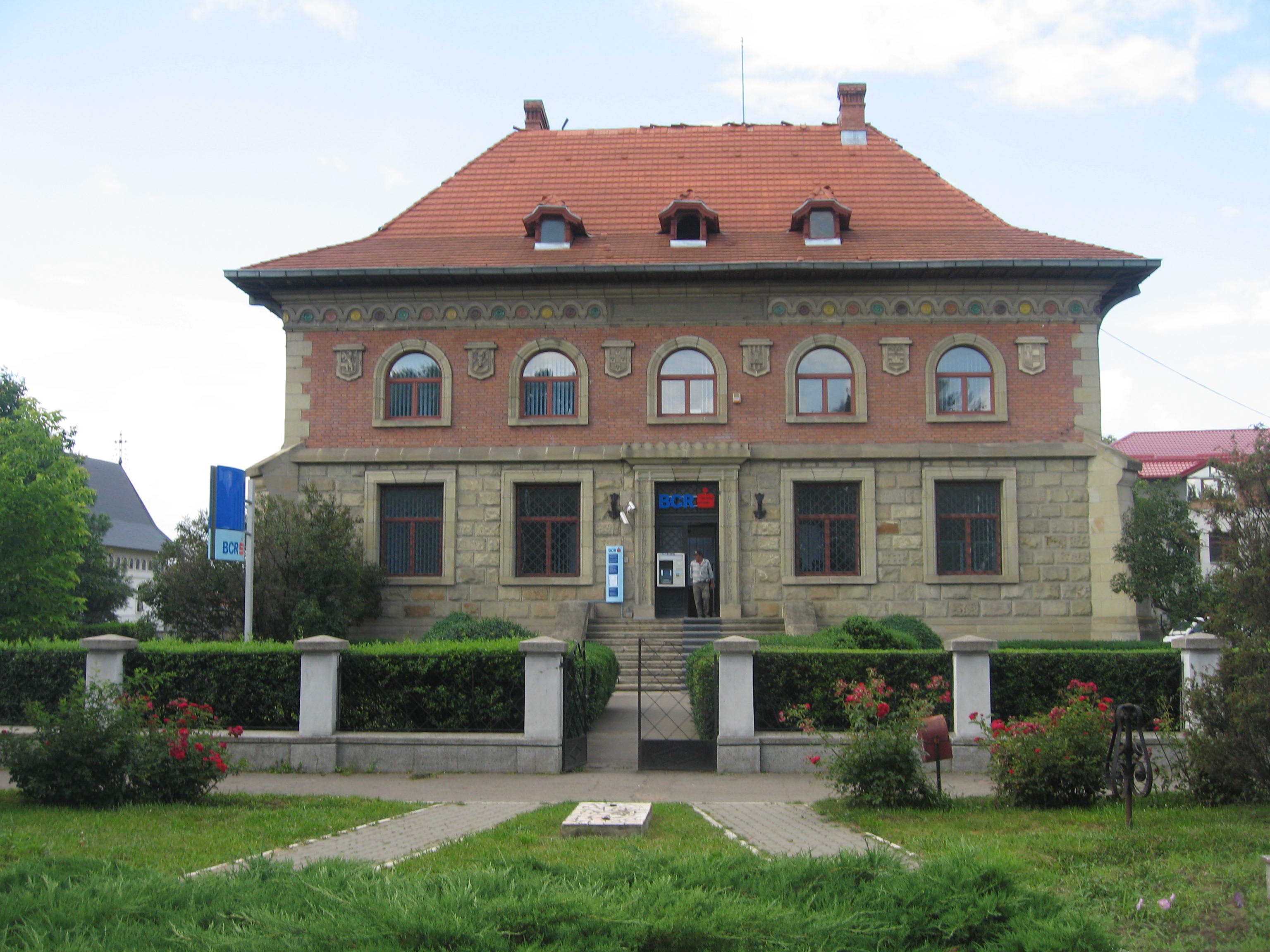
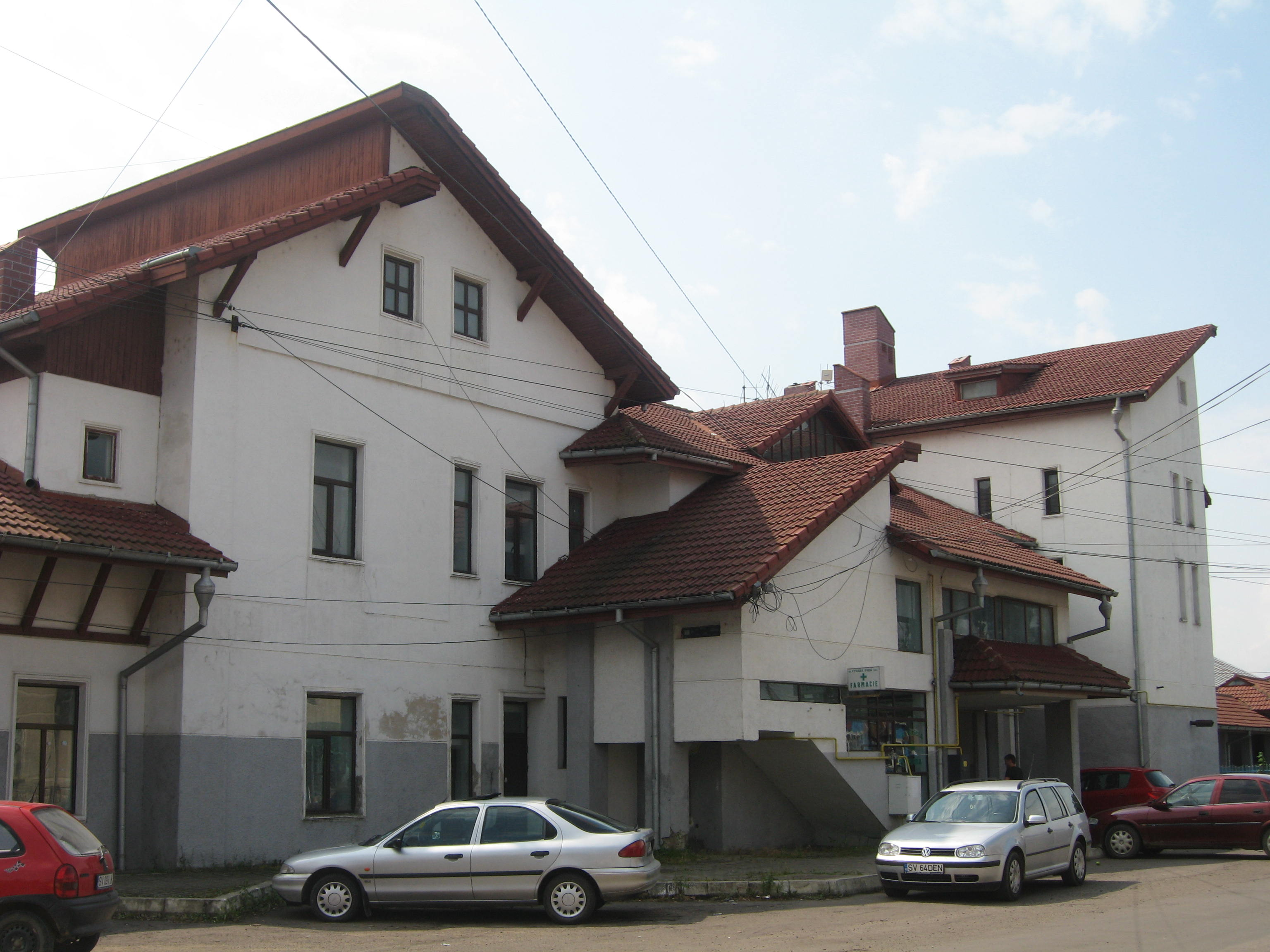

### Поховані
Були поховані господарі Молдови:
- Штефан I
- Роман I
- Александру І чел Бун